# Jakob Sveistrup
Jakob Sveistrup (né le 8 mars 1972) est un chanteur danois. Il fait son entrée sur la scène musicale danoise en 2003 en tant que participant au concours télévisé danois Stjerne for en aften ("Star pour une Nuit"). Il atteint la finale.
Au départ, Sveistrup est éducateur auprès d'enfants autistes. Il quitte son travail en mars 2006, afin de se consacrer à la musique.
Jakob participe ensuite au Dansk Melodi Grand Prix, qui se tient au Forum Horsens le 12 février 2005. Il est sélectionné par télé-votes pour sa chanson "Tænder på dig" par Jacob Launbjerg & Andreas Mørck. Cela le conduit à représenter le Danemark au Concours Eurovision de la chanson 2005 avec sa chanson, traduite en anglais sous le titre de "Talking to You". Le concours se déroule à Kiev, en Ukraine, le 21 mai 2005.
Le Danemark n'étant pas pré-qualifié pour la finale, Jakob participe à la demi-finale le 19 mai 2005. Il se qualifie pour la finale, et termine le concours à la 10e place, ex aequo avec le groupe Wig Wam représentant la Norvège.
Son premier album, Jakob Sveistrup sort en même temps, en mai 2005.
En octobre 2005, il est invité à chanter au concert marquant le 50e anniversaire de l'Eurovision, Congratulations, à Copenhague en Danemark.
Son second album, Fragments, est sorti en août 2006.